# Lean Startup
Lean Startup (deutsch „schlanke Gründung“) ist in der Betriebswirtschaftslehre der Anglizismus für eine Methode zur Entwicklung von Unternehmen und Produkten, die darauf abzielt, Produktentwicklungszyklen zu verkürzen.

## Hintergrund
Als Folge der vielen gescheiterten Startups nach dem Platzen der Dotcom-Blase im Jahr 2000 hat der amerikanische Investor Steve Blank eine neue Vorgehensweise eingeführt, die viele der damaligen Fehler vermeiden sollte. Dieser Ansatz wird von seinem ehemaligen Studenten und heutigen Geschäftspartner Eric Ries in Anlehnung an die Lean Production unter dem Namen Lean Startup popularisiert (lean im Sinne von schlank).
Durch die Lean Startup Methodik sollen Produktentwicklungszyklen verkürzt und schnell festgestellt werden, ob ein vorgeschlagenes Geschäftsmodell realisierbar ist. Dies wird erreicht, indem eine Kombination aus auf Geschäftshypothesen basierenden Experimenten, iterativen Produktfreigaben und validiertem Lernen angewendet wird. Lean Startup betont Kundenfeedback über Intuition und Flexibilität über Planung. Diese Methode ermöglicht eine häufigere Wiederherstellung nach Fehlern als herkömmliche Methoden der Produktentwicklung.
Im Zentrum der Lean-Startup-Methodik steht die Annahme, dass Startup-Unternehmen, wenn sie ihre Zeit in den iterativen Aufbau von Produkten oder Dienstleistungen investieren, um die Bedürfnisse früher Kunden zu erfüllen, Marktrisiken reduzieren und den Bedarf an großen Mengen an anfänglicher Projektfinanzierung und teuren Produkten umgehen können.

### Grundprinzip
Das Grundprinzip von Lean Startup ist, dass jede Idee für die Unternehmensgründung als unbewiesene Hypothese betrachtet werden muss, die erst als sicher gilt, wenn sie empirisch validiert worden ist. Hypothesen, die widerlegt wurden, müssen durch neue ersetzt werden. Erst wenn alle erfolgskritischen Hypothesen validiert worden sind, kann das Startup in die nächste Phase übergehen. Dabei soll die Überprüfung möglichst schnell und kostengünstig erfolgen. Auf diese Weise soll vermieden werden, dass ein Startup Geld und Zeit mit irrelevanten Aktivitäten verschwendet oder auf Grund einer falschen Annahme scheitert.

Bauen-Messen-Lernen-Zyklus

Auf die Erstellung aufwändiger Geschäftspläne (Businesspläne) wird dabei meist verzichtet. Stattdessen werden möglichen Geschäftspartnern wie Geldgebern und Kunden Prototypen vorgestellt, die schrittweise zu einem marktfähigen Endprodukt führen. Diese Methode wird im 21. Jahrhundert auch von großen Konzernen immer häufiger angewandt.

### Vorläufer

#### Lean Manufacturing
Die Verwendung des Wortes Lean zur Beschreibung des optimierten Produktionssystems der Lean Manufacturing wurde 1990 in dem Buch The Machine That Changed the World populär gemacht. Das von Taiichi Ohno entwickelte Toyota-Produktionssystem kombinierte Strömungsprinzipien, die Henry Ford seit Beginn des 20. Jahrhunderts verwendet hatte, mit Innovationen wie den 1951 in Japan eingeführten TWI-Programmen.
Lean-Manufacturing-Systeme betrachten den Ressourcenaufwand für jedes andere Ziel als die Wertschöpfung für den Endkunden als Verschwendung und suchen kontinuierlich nach Wegen, um diesen Abfall zu beseitigen. Solche Systeme konzentrieren sich insbesondere auf:
- Minimierung des Lagerbestands am gesamten Fließband,
- Verwenden von Kanban-Karten, um nur dann zu signalisieren, wenn die erforderlichen Eingaben für die Produktion erforderlich sind. Reduzieren Sie auf diese Weise den Montageabfall (Inventar) und steigern Sie die Produktivität.[9]
- Erkennen von Fehlern oder Mängeln während der Montage so früh wie möglich an sofortigen Qualitätskontrollpunkten, um sicherzustellen, dass der geringste Zeitaufwand für die Entwicklung eines fehlerhaften Produkts aufgewendet wird,[10] und
- enge Beziehungen zu Lieferanten pflegen, um die Wünsche ihrer Kunden zu verstehen.

Lean Manufacturing wurde später als Lean-Software-Entwicklung auf Software angewendet.

#### Kundenentwicklung
Die Lean-Startup-Methode basiert auf der Kundenentwicklungsmethode des aus dem Silicon Valley stammenden Serienunternehmers Steve Blank. In seinem Buch The Four Steps to the Epiphany: Successful Strategies for Products that Win (2005, 5. Ausgabe 2013), wies Blank auf die Fallstricke einer engen Betonung der Produktentwicklung hin; Stattdessen argumentierte er, dass Startups sich auf das konzentrieren sollten, was er „Kundenentwicklung“ nannte, wobei der Schwerpunkt darauf liegt, „Kunden und ihre Probleme so früh wie möglich im Entwicklungsprozess kennenzulernen“: Die Kundenentwicklungsmethode von Blank schlug vier Schritte vor:
- Customer Discovery testet Hypothesen über die Art des Problems, das Interesse an der Produkt- oder Servicelösung und die Geschäftsfähigkeit.
- Customer validation testet die Geschäftsfähigkeit durch Kundenkäufe und erstellt dabei eine „Verkaufs-Roadmap“, einen bewährten und wiederholbaren Verkaufsprozess. Kundenerkennung und Kundenvalidierung bestätigen das Geschäftsmodell.
- Customer creation führt den Geschäftsplan aus, indem sie durch Kundenakquise skaliert, Benutzeranforderungen erstellt und auf die Vertriebskanäle des Unternehmens ausgerichtet wird.
- Company building formalisiert und standardisiert die Abteilungen und Abläufe des Unternehmens.

In einem Artikel, der 2013 im Harvard Business Review veröffentlicht wurde, beschrieb Steve Blank, wie die Lean-Startup-Methodik auch von der Arbeit von Menschen wie Ian C. MacMillan und Rita Gunther McGrath inspiriert wurde, die eine Technik namens Discovery-Driven Planning entwickelten Versuch, eine unternehmerische Denkweise in die Planung einzubringen.

### Prinzipien

#### Minimum viable product
Ein Minimum Viable Product (MVP) ist die „Version eines neuen Produkts, mit der ein Team mit geringstem Aufwand die maximale Menge an validiertem Kundenwissen sammeln kann“ (ähnlich einem Pilotversuch). Das Ziel eines MVP ist es, grundlegende Geschäftshypothesen (oder Glaubenssprungannahmen) zu testen und Unternehmern zu helfen, den Lernprozess so schnell wie möglich zu beginnen.
Als Beispiel stellte Ries fest, dass Zappos-Gründer Nick Swinmurn die Hypothese testen wollte, dass Kunden bereit sind, Schuhe online zu kaufen. Anstatt eine Website und eine große Datenbank mit Schuhen zu erstellen, wandte sich Swinmurn an lokale Schuhgeschäfte, machte Fotos von ihrem Inventar, stellte die Bilder online, kaufte die Schuhe zum vollen Preis in den Geschäften, nachdem er einen Verkauf getätigt hatte, und versendete sie dann direkt an Kunden. Swinmurn folgerte, dass die Kundennachfrage vorhanden war und Zappos schließlich zu einem Milliardengeschäft heranwachsen würde, das auf dem Modell des Online-Verkaufs von Schuhen basiert.
Typischerweise sind MVPs frühe oder bereits überarbeitete Prototypen, die in Form von Mockups oder als Rapid Prototypes hergestellt werden.

#### Split-Test
Ein Split- oder A / B-Test ist ein Experiment, bei dem „Kunden gleichzeitig verschiedene Versionen eines Produkts angeboten werden“. Ziel eines Split-Tests ist es, Unterschiede im Verhalten zwischen den beiden Gruppen zu beobachten und zu messen die Auswirkung jeder Version auf eine umsetzbare Metrik.
A / B-Tests werden manchmal fälschlicherweise seriell durchgeführt, wobei eine Gruppe von Benutzern in einer Woche möglicherweise eine Version des Produkts sieht, während Benutzer in der nächsten Woche eine andere sehen. Dies untergräbt die statistische Validität der Ergebnisse, da externe Ereignisse das Benutzerverhalten in einem Zeitraum beeinflussen können, im anderen jedoch nicht. Zum Beispiel würde ein Split-Test von zwei Eiscremearomen, der im Sommer und Winter in Serie durchgeführt wird, zu einem deutlichen Rückgang der Nachfrage im Winter führen, wobei dieser Rückgang hauptsächlich auf das Wetter und nicht auf das Geschmacksangebot zurückzuführen ist.
Eine andere Möglichkeit, einen A / B-Test falsch durchzuführen, besteht darin, Benutzer der einen oder anderen A / B-Version des Produkts mit einer nicht zufälligen Methode zuzuweisen.

#### Umsetzbare Metriken
Umsetzbare Metriken können zu fundierten Geschäftsentscheidungen und anschließenden Maßnahmen führen. Diese stehen im Gegensatz zu Eitelkeitsmetriken (auch Vanity-Metriken) – Messungen, die „ein möglichst rosiges Bild“ liefern, aber die Haupttreiber eines Unternehmens nicht genau widerspiegeln. Vanity-Metriken für ein Unternehmen können für ein anderes Unternehmen umsetzbare Metriken sein. Beispielsweise kann ein Unternehmen, das auf die Erstellung von webbasierten Dashboards für Finanzmärkte spezialisiert ist, die Anzahl der Webseitenaufrufe pro Person als Eitelkeitsmetrik anzeigen, da der Umsatz nicht auf der Anzahl der Seitenaufrufe basiert. Ein Online-Magazin mit Werbung würde jedoch Webseitenaufrufe als Schlüsselmetrik anzeigen, da Seitenaufrufe direkt mit dem Umsatz korrelieren. Ein typisches Beispiel für eine Eitelkeitsmetrik ist „die Anzahl neuer Benutzer pro Tag“. Während eine hohe Anzahl von Nutzern pro Tag für jedes Unternehmen von Vorteil zu sein scheint, kann die Gewinnung von mehr Nutzern schnell zu einem Konkurs führen, wenn die Kosten für die Akquise jedes Nutzers durch teure Werbekampagnen erheblich höher sind als die pro Nutzer erzielten Einnahmen.

### Vorteile
Als Hauptvorteil des Lean Startup wird von Befürwortern dieses Ansatzes hervorgehoben, dass das Unternehmen den Fehler vermeidet, ein Produkt zu entwickeln und zu vermarkten, das am Markt keinen Absatz findet. Dies war eine häufige Ursache für das Scheitern von Startups.
Der zweite wichtige Vorteil ist, dass das Startup sehr effizient die Informationen sammelt, die es braucht, um ein erfolgreiches Produkt zu entwickeln und zu vermarkten. Große Ausgaben werden erst dann getätigt, wenn die wichtigsten Hypothesen bestätigt sind.
Ein weiterer Vorteil ist die Entwicklung zu einem nachhaltigen Geschäftsmodell, was eine langfristige Wettbewerbsfähigkeit ermöglicht. Kurze Entwicklungszyklen sorgen außerdem für Zeitersparnisse, welche sich in einer höheren Flexibilität auswirken.